# Sparaxis galeata
Sparaxis galeata är en irisväxtart som beskrevs av Ker Gawl. Sparaxis galeata ingår i släktet Sparaxis och familjen irisväxter. Inga underarter finns listade i Catalogue of Life.